# Её геройский подвиг
«Её геройский подвиг» — кинофильм 1914 года.

## Сюжет
В ранней молодости г-жа Моськина совершила геройский подвиг: десертным ножом ранила она нахала, пытавшегося обнять её, за что ей был преподнесён лавровый венок и похвальный отзыв от общества охраны добродетели. Эти знаки отличия вместе со славным десертным ножом и поныне висят на стенке в гостиной г-жи Моськиной. С тех пор прошло уже двадцать лет. Г-жа Моськина наводит трепет на весь дом, начиная с прислуги и кончая племянницей — шалуньей Лизой и покорным мужем её. Последнего она третирует как существо низшее, недостойное её; изредка протягивает ему для поцелуя кончики пальцев, заставляет нянчить свою любимицу Бибишку, за провинности запирает его в чулан. Двадцать лет выполнял все это г-н Моськин, двадцать лет он был смиренным и верным мужем своей добродетельной супруги; но на двадцать первом году он вдруг взбунтовался. Этому способствовало отчасти соседство бывшей танцовщицы, прелестной Клоринды, сразу покорившей сердце Моськина. Как-то по поводу объявления о продаже мебели Клоринда является в дом Моськиных. Узнав о её присутствии, Моськин, рискуя навлечь на себя страшный гнев супруги, выбирается из чулана и бросается на колени перед своей богиней. Когда разъярённая супруга вновь водворяет его на место заключения, он решает бежать, бежать к ней. Но и тут настигает его вездесущая супруга. Расшалившаяся Клоринда сбрасывает цветочный горшок с окна как раз в тот момент, как под ним проходит па свою обычную прогулку с Лизой и Бибишкой г-жа Моськина. Поднимается скандал, и в сопровождении целого отряда полиции, дворников и зевак она вторгается в квартиру Клоринды. Моськин в ужасе перед грядущей расправой решает сойти с ума, то есть попросту симулировать сумасшествие. Это ему удаётся. Доставленный домой обеспокоенной супругой, он удачно продолжает разыгрывать свою роль. В это время к нему приезжает друг детства, с которым он не виделся свыше двадцати лет. Между прочим приятель рассказывает Моськину историю одного романа с хорошенькой дамочкой. Изумлённый Моськин узнаёт в героине романа свою жену и её геройский подвиг уже в совершенно ином освещении. Устраивается очная ставка, и уничтоженная добродетель смиренно склоняется перед Моськиным. Последний торжествует победу. Теперь уже он запирает жену в чулане, а сам отправляется ужинать по соседству.